# Diana Allen
Diana Allen (1898-12 de junio de 1949) fue una actriz sueco-estadounidense y chica Ziegfeld que protagonizó películas mudas como Miss 139 de 1921, que actualmente está perdida.

## Biografía
Allen nació en Gotland, Suecia, en 1898 y llegó a Estados Unidos a los 5 años. Mientras estudiaba en el instituto en New Haven, Connecticut, comenzó a actuar con Eddie Wittstein.  Su debut en el escenario fue en un acto de vodevil llamado "Girls' Gamble" con Ned Wayburn. Más tarde apareció en Miss 1917, en Ziegfeld Follies (1917-18), y en Ziegfeld's Midnight Frolic.
Allen protagonizó varios cortometrajes y largometrajes de cine mudo entre 1918 y 1925.  Su primera aparición en un largometraje fue en Woman en 1918.
Allen se casó con Samuel P. Booth el 28 de agosto de 1924 en Greenwich, Connecticut. Booth era presidente de Interborough News Company, y anteriormente había estado a cargo de la circulación de periódicos como Chicago Journal, New York Evening Journal y The New York Globe.  Era más de 30 años mayor que Allen. No tuvieron hijos. Allen murió en Mount Pleasant, Nueva York, el 12 de junio de 1949.

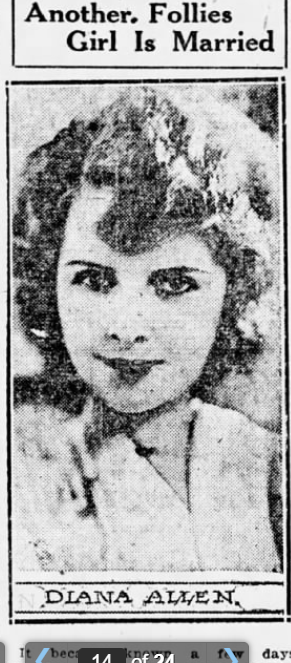
Diana Allen, belleza rubia del coro de Ziegfeld Follies en Nueva York

## Filmografía parcial
- Woman (1918)
- Even as Eve (1920)
- Voices (1920)
- Man and Woman (1920)
- Heliotrope (1920) *película perdida
- The Face at Your Window (1920)
- The Kentuckians (1921) *película perdida
- The Conquest of Canaan (1921)
- Miss 139 (1921) *película perdida
- The Way of a Maid (1921)

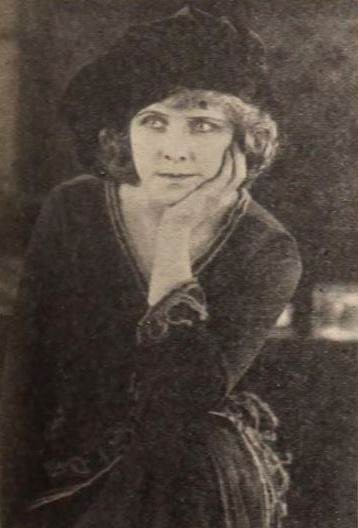
Allen en Miss 139.

- Get-Rich-Quick Wallingford (1921) *película perdida
- Beyond the Rainbow (1922) (también fue el debut cinematográfico de Clara Bow)
- Divorce Coupons (1922)
- Man Wanted (o Male Wanted) (1922)
- The Beauty Shop (1922) *película perdida
- Salome (1923) (película dirigida por Malcolm Strauss; no confundirse con la película de Alla Nazimova del mismo nombre)
- The Exciters (1923) *película perdida
- Flying Fists (Series de cortometrajes junto con el boxeador Benny Leonard) (1924–25)
- Roulette (1924)